# Dean Ashton
Dean Ashton (* 24. November 1983 in Swindon, Wiltshire) ist ein ehemaliger englischer Fußballspieler.
Ashton begann seine Karriere als Fußballprofi beim damaligen englischen Zweitligisten Crewe Alexandra und ging am 11. Januar 2005 zu Norwich City, wo er in 44 Ligaspielen 17 Tore erzielte.
Nachdem Norwich City am Ende der Saison 2004/05 abgestiegen war, wechselte er im Januar 2006 zu West Ham United, wo er in den verbleibenden Partien der Spielzeit 2005/06 zu elf Ligaeinsätzen kam, neun Mal in der Startformation stand und drei Tore erzielte. Er ist der Rekordtransfer des Londoner Vereins, der für ihn eine anfängliche Ablösesumme in Höhe von sieben Millionen Pfund bezahlte.
Von seiner Spielart her war er ein echter Strafraumstürmer, der sich mit seinen 1,85 m und 80 kg gut durchsetzen könnte. Nach neun Spielen in Englands U21-Team lud ihn der damalige Nationalcoach Steven McClaren erstmals zu einem Länderspiel gegen Griechenland ein, als er sich den Knöchel brach. Stattdessen debütierte er am 1. Juni 2008 beim 3:0-Sieg gegen Trinidad und Tobago und spielte dort eine – nur mäßig gelungene – erste Halbzeit.
Im Dezember 2009 gab Ashton sein verletzungsbedingtes Karriereende bekannt. Ärzte sahen seine langfristige Mobilität in Gefahr. Nach seinem Knöchelbruch aus dem Jahr 2006 hatte er sich Ende 2008 eine erneute Knöchelverletzung zugezogen. Er bestritt danach kein Spiel mehr.